# Dolžine najkrajših poti
Dolžine najkrajših poti je algoritem, ki je zelo podoben problemu drevesa najkrajših poti obravnavane pri požrešni metodi, razlika je le ta, da pri požrešni metodi imamo podano začetno točko (vozlišče). Tukaj pa je lahko začetna točka katera koli točka. Torej, če imamo n točk, generiramo n dreves najkrajših poti. Torej vsako točko postavimo v koren.